# Hanse Explorer
Die Hanse Explorer ist ein zunächst für die Ausbildung von Seeleuten konzipiertes Schiff, das von der Werft Fassmer in Berne für die in Bremen ansässige Reedereigruppe Harren & Partner gebaut wurde. 

## Geschichte
Das yachtartige Schiff wurde unter der Baunummer 04-1-2020 gebaut. Die Kiellegung fand am 20. Oktober 2005, der Stapellauf am 20. Februar 2006 statt. Die Fertigstellung des Schiffes erfolgte am 22. September 2006.

## Konzeption
Neben der Ausbildung von Seeleuten wird das Schiff auch für Kreuzfahrten der Extraklasse genutzt. Eigner des Schiffes ist die zu Harren & Partner gehörende SOL Exploration.
Die Hanse Explorer wird von sechs Besatzungsmitgliedern gefahren. An Bord ist Platz für die Ausbildung von zwölf angehenden Seeleuten. Ausgebildet werden nicht nur Schiffsmechaniker und nautische und technische Offizieranwärter, sondern auch Köche und Stewards. Für die nautische Ausbildung verfügt das Schiff über eine Brücke, deren Ausstattung technisch der eines modernen Frachtschiffes entspricht. Für die Ausbildung des Küchenpersonals wurde eine extra große Bordküche eingebaut.
Für die Nutzung für Kreuzfahrten befindet sich an Bord in sechs Kabinen Platz für insgesamt zwölf Passagiere. Für den Komfort mit eingebaut wurde ein Salon mit Bar, eine Sauna und ein Fitnessraum. Freizeitangebote wie Kino und Theater, wie sie bei klassischen Kreuzfahrtschiffen zu finden sind, fehlen allerdings. Dafür erleben die Passagiere den Bordalltag hautnah mit.

## Technik
Angetrieben wird die Hanse Explorer durch einen Achtzylinder-Viertakt-Dieselmotor von Caterpillar mit einer Leistung von 1360 kW, der auf einen Verstellpropeller wirkt. Das Schiff erreicht so eine Geschwindigkeit von bis zu 13 kn. Zur Verbesserung der Manövriereigenschaften verfügt das Schiff über ein Bugstrahlruder mit einer Leistung vom 300 kW. Für Fahrten in vereisten Gewässern ist das Schiff eisverstärkt (Eisklasse E3).
Für die Stromerzeugung stehen insgesamt drei Generatoren von Caterpillar zur Verfügung, von denen zwei als Hilfdiesel und der dritte als Notdiesel konzipiert sind. Die Leistung der Generatoren beträgt jeweils 215 kW, die elektrische Leistung 250 kVA. Darüber hinaus verfügt das Schiff über einen Wellengenerator mit einer elektrischen Leistung von 600 kVA.

## Namensgebung
Durch eine Ende 2006 von Hapag-Lloyd erwirkte einstweilige Verfügung wurde Harren & Partner die Verwendung des Namens Hanseatic Explorer untersagt; das Schiff wurde daraufhin in Hanse Explorer umbenannt.